# Pied Froid
Wisekaukautshe, appelé Pied Froid par les Français et Cold Foot par les Britanniques, est un chef miami du XVIIIe siècle. 

## Biographie
Il habitait Kekionga et a vécu à une époque où les Miamis était déchirés entre leurs partenaires commerciaux traditionnels de la Nouvelle-France et des nouveaux commerçants des colonies britanniques plus lucratives. D'après Poinsatte, Le Pied Froid avait reçu une grande récompense pour apaiser les hostilités durant cette période.
Lorsque beaucoup des Miamis ont favorisé les Britanniques et abandonné Kekionga pour Pickawillany, Le Pied Froid est resté fidèle à ses alliés français et est resté à Kekionga. Les Français ont reconstruit le Fort Miamis sur les hauteurs en 1750 et Le Pied Froid s'est installé dans ce fort, qui est devenu connu comme le village de Pied Froid. Au cours de l'hiver 1751-1752 cependant, le village a été frappé par la variole, et beaucoup d'habitants sont morts, y compris Le Pied Froid et son fils. Le futur chef Pacanne a pu être son neveu.